# San Casciano dei Bagni
San Casciano dei Bagni är en ort och kommun i provinsen Siena i regionen Toscana i Italien. Kommunen hade 1 578 invånare (2018).